# Quentin Jackson
Quentin Jackson (Springfield, 13 gennaio 1909 – New York, 2 ottobre 1976) è stato un musicista e trombonista statunitense.

## Biografia
Lavora nel 1930 con Zack Whyte, nel 1931 con la McKinney's Cotton Pickers, dal 1932 al 1940 con l'orchestra del celebre clarinettista Don Redman, fra il 1940 e il 1948 con il grande Cab Calloway e infine con la popolare orchestra da ballo di Lucky Millinder.
Dal 1949 al 1960 suona come solista e session - man con Duke Ellington. Dopo una tournée europea con Quincy Jones lavora per due anni (1961 -'62) con la big band di Count Basie e in seguito ha l'occasione di registrare insieme a Charles Mingus gli album The Black Saint And Sinner Lady e Mingus Mingus Mingus Mingus (1963) che poi diventeranno pietre miliari nella storia del jazz.
Dopo le esperienze con le band di Louie Bellson e Gerald Wilson fa parte dal 1971 al 1976 della Thad Jones/Mel Lewis Orchestra.

## Discografia
- The Swingin' Miss "D" con Dinah Washington, 1956 (1998)
- Blue Gardenia con Dinah Washington, (1995)
- Dinah Sings Bessie Smith con Dinah Washington, 1956, 1957 (1999)
- Live At Newport 1956, Live At Newport 1958, Blues In Orbit con Duke Ellington (Columbia)
- Johnny Hodges With Billy Strayhorn & The Orchestra, 1961 (1999)
- Jazz masters 48 con Oliver Nelson (Verve, 1962-67)
- The Black Saint And The Sinner Lady, Mingus Mingus, Mingus Mingus con Charles Mingus, (Impulse! Records, 1963)
- Movin' Wes con Wes Montgomery, (Verve, 1963/1997)
- Quincy Jones Plays Hip Hits, 1963 (2004)
- Impressions: The Verve Jazz Sides con Wes Montgomery, (Verve, 1964-1966, uscito nel 1995)
- Peter & The Wolf con Jimmy Smith, 1966 (1999)
- Blues: The Common Ground con Kenny Burrell (Verve, 1967-68)
- Talkin' Verve con Shirley Scott, (Verve, 2001)
- Roll 'Em con Shirley Scott, 1966 (2004)
- Ella Fitzgerald Sings The Duke Ellington Song Book, (Verve, 1957/1999)
- Ellington Is Forever con Kenny Burrell (Fantasy, 1979)